# Казимир-Сильвестр-Антоній Липинський
Липи́нський Казими́р-Сильве́стер-Анто́ній Володи́мирович (1844 — 1915) — український землевласник та батько відомого українського політичного діяча, історика, публіциста і теоретика українського консерватизму В'ячеслава Липинського.

## Служба
Казимир Липинський після закінчення військової школи у Петербурзі брав участь як саперний офіцер у російсько-турецькій війні 1877–1878 років.

## Приватна власність

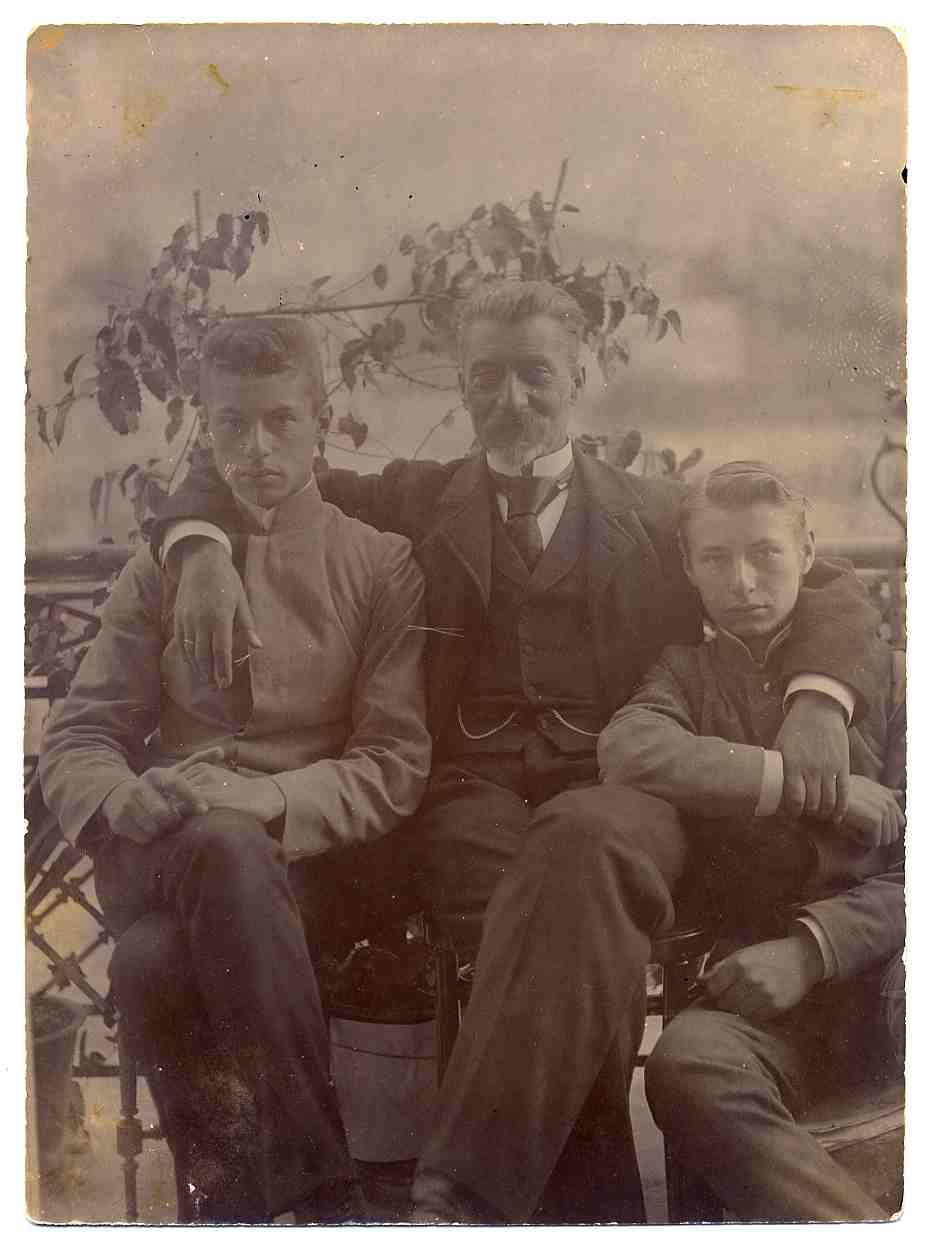
Казимир Липинський разом із синами В'ячеславом та Станіславом кінець XIX століття

У 1880 році подався до демісії в чині штабс-капітана й осів у селі Затурці. Його брат Йосиф одружений з Марцеліною Раціборовською, донькою власника частини села Затурці, бездітний, тому уся посілість відійшла до родини його молодшого брата Казимира.
Також, Казимир виявив себе дуже добрим господарем і підняв господарство на високий рівень. Від графині Пелагії Морштин докупив маєток Торчин у Луцькому повіті.
В'ячеслав Липинський згадував, що його батько:

| У 1905 році подав записку про українізацію нищої школи в Володимирському Земстві. |
Також він розповідав, що В'ячеслав Липинський-старший мріяв «знести сервітути і збільшити інтенсивність хазяйства».
У своїх записках до споминів, окреслюючи впливи родини на формування свого світосприйняття, В'ячеслав Липинський писав:

| Мій Батько, який любив землю, який був добрим хозяєм, який не мав ніяких польських тенденцій, як угодовець не мав нічого проти мого українства. Його тільки дратувало моє одночасне омужиченя. |

## Родина
У 1881 році одружився з Кларою Рокицькою — донькою Аполінарія Рокицького герба Роґаля, дідича сіл Мервинців та Черніївки на Поділлі та Теофіліїз роду Волошиновських. Вона народилася у 1853 році, у селі Черніївка на Поділлі. По матері правнучка підкоморія Августа Рокицького. Її брат відомий український землевласник Адам Рокицький.